# Atsushi Yoneyama
Atsushi Yoneyama (米山 篤志, Yoneyama Atsushi, Utsunomiya, 20 november 1976) is een Japans voormalig voetballer die als verdediger speelde.

## Carrière
Atsushi Yoneyama speelde tussen 1998 en 2010 voor Tokyo Verdy, Kawasaki Frontale, Nagoya Grampus en Tochigi SC.

## Japans voetbalelftal
Atsushi Yoneyama debuteerde in 2000 in het Japans nationaal elftal en speelde 1 interland.

## Statistieken
| Japans voetbalelftal | Japans voetbalelftal | Japans voetbalelftal |
| Jaar                 | Wed.                 | Dlp.                 |
| -------------------- | -------------------- | -------------------- |
| 2000                 | 1                    | 0                    |
| Totaal               | 1                    | 0                    |